# FIFA világbajnoki trófea
A FIFA világbajnoki trófea (angolul: FIFA World Cup Trophy) egy aranyból készített trófea, amellyel a labdarúgó-világbajnokság győztesét díjazzák.
A világbajnokságok történetében eddig két serleget használtak. A Jules Rimet kupa, eredeti nevén: Victory (Győzelem) volt. A korábbi FIFA elnök, Jules Rimet halála után kapta a nevét és 1970-ig volt használatban, amikor Brazília végleg elnyerte.
A Rimet kupát 1974-ben a FIFA World Cup Trophy váltotta. A 36 cm magas és 4,97 kg súlyú serleget egy olasz szobrászművész Silvio Gazzaniga készítette 18 karátos aranyból. A jelenlegi trófea utoljára a 2038-as világbajnokságon lesz átadva, amit követően újat fognak készíteni.

## Jules Rimet kupa

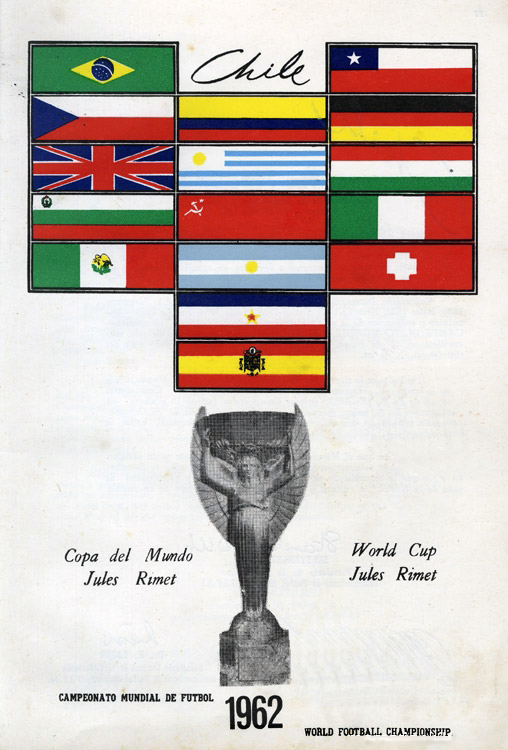
Poszter az 1962-es világbajnokságról, melyen a Jules Rimet kupa is helyet kapott.

1930 és 1970 között a világbajnokságokon a nemzeti válogatottak a Jules Rimet kupáért léptek pályára. A győzelem görög istennőjét, Niké-ot ábrázoló alkotás a torna ötletadójáról – aki mellesleg akkoriban a FIFA elnöke volt – kapta nevét. Először Uruguay válogatottjának sikerült elnyernie 1930-ban.
A Rimet-kupa egy vándorserleg volt, melyet a győztes négy éven keresztül birtokolhatott, a brazilok azonban 1970-ben aratott harmadik vb-címükkel örökre elhódították. Ezt követően a Dél-amerikai ország labdarúgó-szövetségének székházában őrizték 1983-ig, amikor ismeretlen tettes ellopta és azóta sem került elő.

## FIFA World Cup
A FIFA pályázatot írt ki az új serleg elkészítésére, melyre összesen hét országból, 53 beadvány érkezett. Végül Silvio Gazzaniga, olasz szobrászművész lett a kiválasztott, akinek tervei alapján elkészülhetett az új vb-trófea. A 36,5 centiméter magas szobrot 5 kilogramm aranyból öntötték formába és egy 13 centiméter átmérőjű, két réteg malachitból és két réteg aranyból készült talapzaton áll. A Földet a fejük fölött tartó két emberi figurát ábrázoló alkotás teljes súlya 6,175 kilogramm. A szobor a milánói Bertoni cég munkájának lett az eredménye.

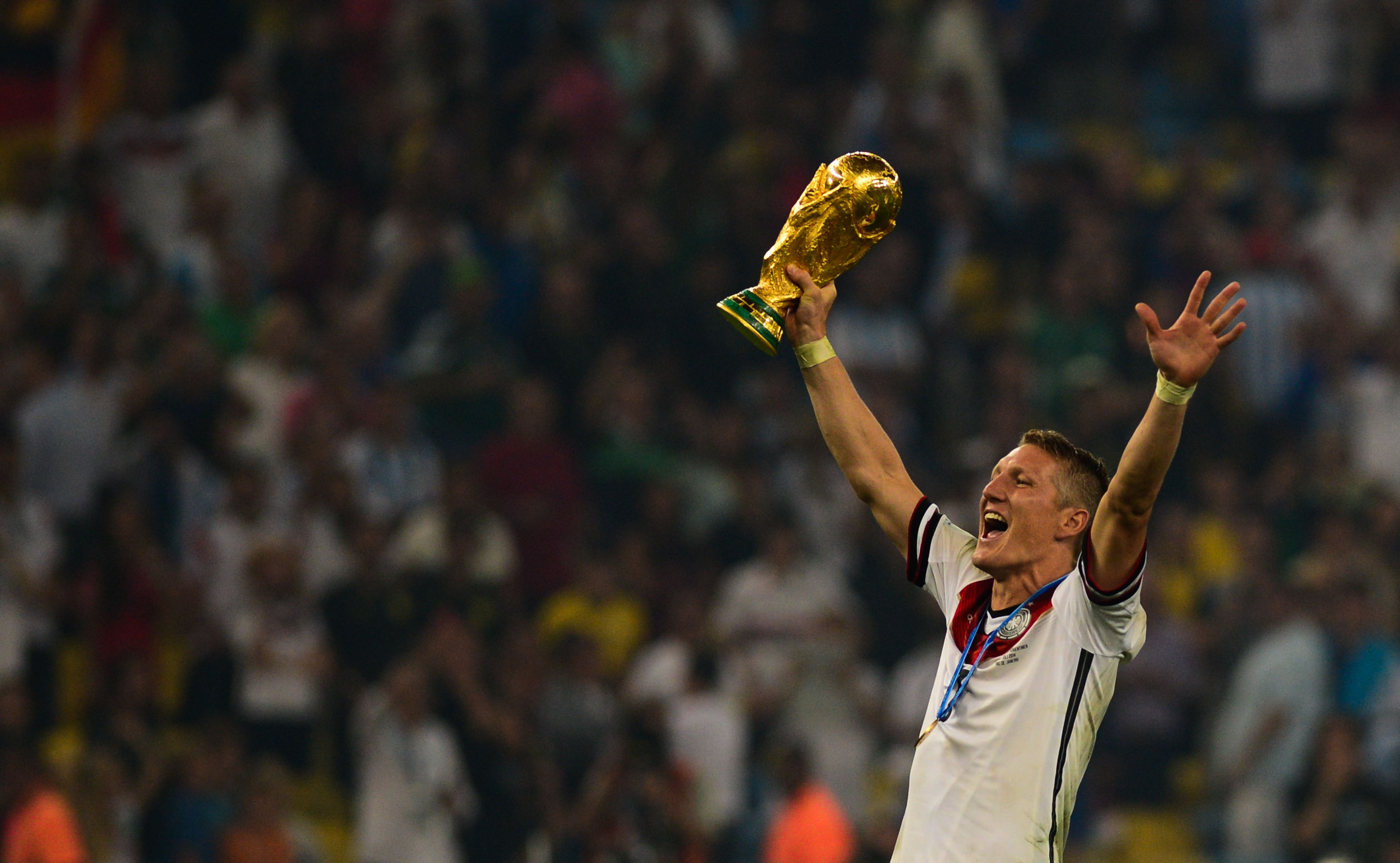
A német Bastian Schweinsteiger ünnepel a vb-trófeával 2014-ben.

„Az inspirációt két alapvető elem adta, a sportoló és a világmindenség. Valami olyasmit szerettem volna létrehozni, ami szimbolizálja az erőfeszítést és a törekvést, ugyanakkor harmóniát, egyszerűséget és békét sugároz. A körvonalát egyenesnek képzeltem el, hogy a szemlélő figyelmét a főszereplőre irányítsa, aki a labdarúgó. A szobor két emberi alakja a győzelem pillanatában megörökített sportolók” – mondta művéről Gazzaniga.
A trófea talapzatába egyszerűen a „FIFA világbajnokság” feliratot vésték. Minden alkalommal a szobor aljába gravírozzák a vb-címet elhódító nemzet nevét a saját nyelvén, valamint a világbajnoki cím évszámát. Természetesen mindezek nem láthatóak, amikor a trófea egyenesen áll. Összesen tizenhét bajnoknak van hely. A FIFA tehát 2038-ig gondolkozhat azon, hogy mi legyen a kupa sorsa, miután minden névtábla betelik az alján. A győzelem jelképét, a minden labdarúgó vágyálmát megtestesítő trófeát először az 1974-es világbajnok NSZK csapatkapitánya, Franz Beckenbauer emelhette a magasba.
A Rimet kupával ellentétben ezt a trófeát kizárólag a torna nyitómérkőzésén és a döntőben láthatják a szurkolók, a világesemények közötti időszakokban pedig a Nemzetközi Labdarúgó Szövetség (FIFA) zürichi székházában, egy páncélszekrényben őrzik. A győztes válogatott egy 50 ezer dollár értékű másolatot tarthat meg.

## Világbajnokok

### Jules Rimet kupa
- Uruguay – 1930, 1950
- Olaszország – 1934, 1938
- NSZK – 1954
- Brazília – 1958, 1962, 1970
- Anglia – 1966

### FIFA World Cup trófea
- NSZK / Németország – 1974, 1990, 2014
- Argentína – 1978, 1986, 2022
- Olaszország – 1982, 2006
- Brazília – 1994, 2002
- Franciaország – 1998, 2018
- Spanyolország – 2010